# 1992年バルセロナオリンピックのアメリカ合衆国選手団
1992年バルセロナオリンピックのアメリカ合衆国選手団（1992ねんバルセロナオリンピックのアメリカがっしゅうこくせんしゅだん）は、1992年7月25日から8月9日にかけてスペインのカタルーニャ自治州バルセロナで開催された1992年バルセロナオリンピックのアメリカ合衆国選手団、およびその競技結果。

## 概要
今大会は金メダル37個、銀メダル34個、銅メダル37個の合計108個のメダルを獲得した。
バスケットボールでは、北米プロリーグNBAのスター選手がドリームチームを結成した。

## メダル
| メダル | 選手名 | 競技             | 種目                      |
| ------ | --- | ---------------- | ------------------------- |
| 金     | マイク・マーシュ | 陸上             | 男子200m                  |
| 金     | クインシー・ワッツ | 陸上             | 男子400m                  |
| 金     | ケビン・ヤング | 陸上             | 男子400mハードル          |
| 金     | マイク・マーシュ リロイ・バレル デニス・ミッチェル カール・ルイス | 陸上             | 男子4×100mリレー          |
| 金     | アンドリュー・バルモン クインシー・ワッツ マイケル・ジョンソン スティーブ・ルイス | 陸上             | 男子4×400mリレー          |
| 金     | カール・ルイス | 陸上             | 男子走幅跳                |
| 金     | マイク・コンリー | 陸上             | 男子三段跳                |
| 金     | マイク・スタルス | 陸上             | 男子砲丸投                |
| 金     | ゲイル・ディバース | 陸上             | 女子100m                  |
| 金     | グウェン・トーレンス | 陸上             | 女子200m                  |
| 金     | エベリン・アシュフォード エスター・ジョーンズ カーレット・ギドリー グウェン・トーレンス | 陸上             | 女子4×100mリレー          |
| 金     | ジャッキー・ジョイナー・カーシー | 陸上             | 女子七種競技              |
| 金     | ネルソン・ディーベル | 競泳             | 男子100m平泳ぎ            |
| 金     | マイク・バローマン | 競泳             | 男子200m平泳ぎ            |
| 金     | パブロ・モラレス | 競泳             | 男子100mバタフライ        |
| 金     | メルビン・スチュワート | 競泳             | 男子200mバタフライ        |
| 金     | ジョー・ハデポール マット・ビオンディ トム・イェーガー ジョン・オルセン ショーン・ジョーダン ジョエル・トーマス | 競泳             | 男子4×100m自由形リレー    |
| 金     | ジェフ・ラウズ ネルソン・ディーベル パブロ・モラレス ジョン・オルセン デビッド・バーコフ ハンズ・ダーシュ メルヴィン・スチュワート マット・ビオンディ                                                                                                   | 競泳             | 男子4×100mメドレーリレー  |
| 金     | ニコール・ヘイスレット | 競泳             | 女子200m自由形            |
| 金     | ジャネット・エバンス | 競泳             | 女子800m自由形            |
| 金     | サマー・サンダース | 競泳             | 女子200mバタフライ        |
| 金     | ニコール・ヘイスレット エンジェル・マルティーノ ジェニー・トンプソン ダラ・トーレス アシュリー・タッピン クリッシー・アーマン＝レイトン | 競泳             | 女子4×100m自由形リレー    |
| 金     | クリッシー・アーマン＝レイトン リー・ラブレス アニタ・ノール ジェニー・トンプソン ジェイニー・ワッグスタッフ メーガン・クライン サマー・サンダース ニコール・ハイレット                                                                                 | 競泳             | 女子4×100mメドレーリレー  |
| 金     | チャールズ・バークレー ラリー・バード クライド・ドレクスラー パトリック・ユーイング マジック・ジョンソン マイケル・ジョーダン クリスチャン・レイトナー カール・マローン クリス・マリン スコッティ・ピッペン デビッド・ロビンソン ジョン・ストックトン   | バスケットボール | 男子                      |
| 銀     | スティーブ・ルイス | 陸上             | 男子400m                  |
| 銀     | トニー・ディーズ | 陸上             | 男子110mハードル          |
| 銀     | マイク・パウエル | 陸上             | 男子走幅跳                |
| 銀     | チャーリー・シンプキンス | 陸上             | 男子三段跳                |
| 銀     | ジム・ドーリング | 陸上             | 男子砲丸投                |
| 銀     | ラボンナ・マーチン | 陸上             | 女子100mハードル          |
| 銀     | サンドラ・ファーマー＝パトリック | 陸上             | 女子400mハードル          |
| 銀     | ナターシャ・カイザー グウェン・トーレンス ジール・マイルス ロシェル・スティーブンス | 陸上             | 女子4×400mリレー          |
| 銀     | マット・ビオンディ | 競泳             | 男子50m自由形             |
| 銀     | ジェフ・ラウズ | 競泳             | 男子100m背泳ぎ            |
| 銀     | グレッグ・バージェス | 競泳             | 男子200m個人メドレー      |
| 銀     | エリック・ネームスニック | 競泳             | 男子400m個人メドレー      |
| 銀     | ジェニファー・トンプソン | 競泳             | 女子100m自由形            |
| 銀     | ジャネット・エバンス | 競泳             | 女子400m自由形            |
| 銀     | アニタ・ノール | 競泳             | 女子100m平泳ぎ            |
| 銀     | クリッシー・アーマン＝レイトン | 競泳             | 女子100mバタフライ        |
| 銀     | サマー・サンダース | 競泳             | 女子200m個人メドレー      |
| 銀     | ジェイソン・モリス | 柔道             | 男子78kg以下級            |
| 銅     | デニス・ミッチェル | 陸上             | 男子100m                  |
| 銅     | マイケル・ベイツ | 陸上             | 男子200m                  |
| 銅     | ジョニー・グレイ | 陸上             | 男子800m                  |
| 銅     | ジャック・ピアース | 陸上             | 男子110mハードル          |
| 銅     | ホリス・コンウェイ | 陸上             | 男子走高跳                |
| 銅     | ジョー・グリーン | 陸上             | 男子走幅跳                |
| 銅     | デーブ・ジョンソン | 陸上             | 男子十種競技              |
| 銅     | リン・ジェニングス | 陸上             | 女子10000m                |
| 銅     | ジャニーヌ・ビッカーズ | 陸上             | 女子400mハードル          |
| 銅     | ジャッキー・ジョイナー・カーシー | 陸上             | 女子走幅跳                |
| 銅     | トム・イェーガー | 競泳             | 男子50m自由形             |
| 銅     | デビッド・バーコフ | 競泳             | 男子100m背泳ぎ            |
| 銅     | ジョー・ハデポール メルビン・スチュワート ジョン・オルセン ダグ・イェルツェン スコット・ジャフィ ダニエル・ヨルゲンセン | 競泳             | 男子4×200m自由形リレー    |
| 銅     | エンジェル・マルティーノ | 競泳             | 女子50m自由形             |
| 銅     | リー・ラブレス | 競泳             | 女子100m背泳ぎ            |
| 銅     | アニタ・ノール | 競泳             | 女子200m平泳ぎ            |
| 銅     | サマー・サンダース | 競泳             | 女子400m個人メドレー      |
| 銅     | エリン・ハートウェル | 自転車           | 男子1000mタイムトライアル |
| 銅     | レベッカ・トゥイッグ | 自転車           | 女子3000m個人追い抜き     |
| 銅     | ビッキー・バレット ダエドラ・チャールズ シンシア・クーパー クラリッサ・デービス メディナ・ディクソン テレサ・エドワーズ タミー・ジャクソン キャロリン・ジョーンズ カトリーナ・マックレイン スーザン・マコネル ビッキー・オーア テレサ・ウェザースプーン | バスケットボール | 女子                      |